# Andrei Tarkovski
Andrei Arsênievitch Tarkóvski (em russo:  Андре́й Арсе́ньевич Тарко́вский) (Zavraje, Oblast de Ivanovo, 4 de abril de 1932 — Paris, 29 de dezembro de 1986) foi um premiado cineasta soviético. Tarkovski se graduou em Cinema na conceituada Universidade Estatal Pan-russa de Cinematografia S. A. Gerasimov (VGIK), a mais antiga universidade de cinema do mundo.
Ao longo de sua carreira venceu prêmios no Festival Internacional de Cinema de Veneza, Festival de Cannes e no BAFTA.

## Infância
Tarkóvski nasceu na aldeia de Zavraje no Oblast de Ivanovo, na Rússia. Seu pai, Arsêni Aleksandrovitch Tarkóvski, natural de Kirovohrad, na Ucrânia, foi um dos mais cultuados poetas russos modernos; sua mãe, Mariia Ivânovna Vischniákova, era atriz, graduada pelo Instituto de Literatura Maxim Gorky. Seu avô, Aleksander Tarkowski, foi um nobre polonês que trabalhou como bancário.
Andrei Tarkóvski passou a infância em Iúrievets. Em 1937, seu pai deixou a família e, posteriormente, em 1941, apresentou-se ao exército e seguiu para o front, onde perdeu a perna. O menino Andrei ficou com a mãe, mudando-se com ela e sua irmã, Marina, para Moscou. Em 1939, Tarkóvski matriculou-se  na escola de Moscou № 554. Porém, por ocasião da batalha de Moscou (outubro de 1941 a janeiro de 1942), já no contexto da II Grande Guerra, a população da cidade foi evacuada, e os três seguiram para Iúrievets, onde Andrei passou a viver com sua avó materna. Apenas em 1943, a família pode retornar a Moscou. Todas essas passagens e impressões de infância - a evacuação da cidade, sua mãe com dois filhos pequenos, o pai ausente, o tempo passado no hospital etc. - foram registradas no filme autobiográfico O Espelho.
De volta a Moscou, Tarkóvski continuou os estudos em sua antiga escola, onde conheceu o poeta Andrei Voznessênski, seu colega de classe. Também estudou piano, em uma escola de música, e frequentou uma escola de arte plásticas. De novembro de 1947 até a primavera de 1948, ficou internado num hospital, com tuberculose.
Após concluir o ensino médio (1951-1952), estudou árabe no Instituto Oriental, em Moscou, um ramo da Academia de Ciências da URSS. Acabou por abandonar os estudos, depois de sofrer uma concussão durante uma aula de educação física. 
Em maio de 1953, conseguiu um emprego como coletor de amostras, na expedição de pesquisa geológica do Instituto NIGRIZoloto (ligado ao Ministério da Metalurgia da USSR), no remoto distrito de Turukhansky, no krai de Krasnoiarsk, onde trabalhou por quase um ano no rio Kureika, caminhando centenas de quilômetros pela taiga siberiana. Mais tarde, ele entregaria seu caderno de esboços ao arquivo Nigrizoloto.  Foi durante essa expedição que Tarkóvski decidiu estudar cinema.
"Na minha juventude, passei por um momento muito difícil. Em geral, andava em más companhias quando era jovem. Minha mãe me salvou de uma forma muito estranha: ela me arranjou um emprego em um grupo geológico. Trabalhei lá como coletor, quase um operário, na taiga, na Sibéria. E essa foi a melhor lembrança de minha vida. Eu tinha 20 anos na época... Tudo isso fortaleceu minha decisão de me tornar um diretor de cinema". 

## Estudante de Cinema
Ao retornar da expedição em 1954, Tarkóvski começou a estudar na conceituada Universidade Estatal Pan-russa de Cinematografia S. A. Gerasimov (VGIK) no curso de direção de cinema. Estava na mesma classe de Irma Raush, com quem se casou em abril de 1957.
No início da Era Khrushchov, eram oferecidas oportunidades únicas para jovens cineastas. Antes de 1953, a produção anual de cinema era baixa, e a maioria dos filmes era dirigida por diretores veteranos. Depois de 1953, a produção de filmes cresceu, e os jovens diretores ganharam espaço. Khrushchov aliviou as restrições à importação de bens oriundos da indústria cultural capitalista e permitiu um pequeno fluxo de literatura, cinema e música da Europa e dos Estados Unidos para dentro da URSS. Isso permitiu que Tarkóvski conhecesse a produção do neorrealismo italiano, da nouvelle vague francesa  e de diretores como Kurosawa, Buñuel, Bergman, Bresson, Andrzej Wajda (cujo filme Cinzas e Diamantes exerceu grande influência sobre o jovem Tarkóvski) e Mizoguchi.
Mikhail Romm, professor e orientador de Tarkóvski, foi o mestre de muitos estudantes de cinema que mais tarde viriam a se tornar diretores influentes. Em 1956, Tarkóvski, ainda como aluno, dirigiu seu primeiro curta-metragem, The Killers,  baseado em um conto de Ernest Hemingway. O curta-metragem There Will Be No Leave Today e o roteiro de Concentrated, em 1958 e 1959, respectivamente, completam sua experiência na academia.
Durante seu terceiro ano na VGIK, Tarkóvski conheceu Andrei Kontchalovski. Ambos descobriram ter muito em comum: gostavam dos mesmos diretores e compartilhavam ideias sobre cinema e filmes. Em 1959, escreveram o Roteiro de Antártica - País Distante', que mais tarde foi publicado no Moskovskij Komsomolets. Tarkóvski apresentou o roteiro para a produtora Lenfilm, mas foi rejeitado. Os dois cineastas foram mais bem-sucedidos com o roteiro de O Rolo Compressor e o Violinista, que conseguiram vender à Mosfilm e que se tornou o projeto de graduação de Tarkóvski (pré-requisito para obtenção do diploma, em 1960) e lhe valeu seu primeiro prêmio, no Festival Estudantil de Cinema de Nova York, em 1961.

## Filmografia: Realizações na União Soviética
Tarkóvski dirigiu apenas sete longas-metragens, bem como três curtas de seu tempo na VGIK. Também escreveu vários roteiros. Dirigiu a ópera Boris Godunov, em Londres, e uma produção de rádio do conto Turnabout de William Faulkner. Além disso, escreveu Esculpir o Tempo , um livro sobre a teoria do cinema.
O primeiro longa metragem realizado por Tarkóvski foi A Infância de Ivan em 1962. Tarkóvski assume o projeto do diretor Eduard Abalov, que abandonou a produção. O longa concedeu a Tarkóvski aclamação internacional e foi vencedor do Leão de ouro, na cidade de Veneza, em 1962.
Em 1965 Tarkóvski dirigi o longa Andrei Rublev sobre a vida do pintor russo Andrei Rublev. O segundo Longa de Tarkóvski só foi exibido uma vez em moscou no ano de 1966, dado os problemas com as autoridades soviéticas. O filme viu a luz mais algumas vezes em 1969 no Festival de Cannes, onde ganha o prêmio FIPRESCI. E foi amplamente divulgado em uma edição não oficial nos anos 1971 na União Soviética. Com o apoio de algumas personalidades que apreciavam o trabalho do diretor uma versão é finalmente liberada em 24 de dezembro de 1971. Essa foi a primeira colaboração entre o diretor e o ator Anatoly Solonitsyn.
Solaris, o terceiro longa do diretor, foi finalizado em 1972. O filme é uma adaptação do Romance de mesmo nome do escritor Stanisław Lem. O filme foi apresentado no festival de Cannes, ganhou o prêmio Grand príx spécial du Jury, prêmio FIPRESCI e foi nomeado a Palme D’Or. No documentário Andrey Tarkovsky: Un poeta en el cine o diretor faz o seguinte comentário: "Solaris, é para mim, meu pior filme. É o que menos gosto dentre todos os que realizei. Ao contrário do autor do livro, eu não tenho interesse no problema da relação entre o homem e o conhecimento mas nos problemas psicológicos... nos problemas humanos. Pode o homem viver em condições desumanas e continuar sendo homem?"
Entre 1973 e 1974 o diretor realizou as filmagens de seu quarto longa. O Espelho é um filme autobiográfico, que remonta a infância do diretor. A narrativa não linear e os fatos dispersos temporalmente no filme são consideradas uma das interpretações audiovisuais mais fidedignas feitas sobre a memória. Os primeiros fragmentos de O espelho foram escritos enquanto Tarkóvski trabalhava em Andrei Rublev. Os fragmentos foram publicados como uma história curta sob o título A White day em 1970. O título do filme foi retirado de um dos poemas de seu pai Arsêni Tarkóvski. Uma primeira versão do roteiro é escrita, embora contenha temas populares como uma mãe heroica, a guerra e o patriotismo. O roteiro foi recusado, dada a sua natureza complexa e nada convencional. Com a recusa do roteiro, Tarkóvski ingressa na Realização de Solaris. Mas o próprio diretor escreve em seu diário que está ansioso para rodar o longa. Com um roteiro não linear o próprio diretor admite que não saberia o produto final que se tornaria o filme. Finalizado o projeto, O Espelho ganhou a classificação de terceira categoria que limitou com severidade a distribuição do filme, só pode alcançar alguns poucos cinemas e alguns clubes de trabalhadores. A terceira categoria colocou o cineasta em risco de receber algumas acusações por desperdiçar fundos públicos. Acredita-se que esse seja um dos motivos que fez Tarkóvski considerar fazer filmes fora da União Soviética.
Em dezembro de 1976, Tarkóvski dirigiu Hamlet no teatro. O papel principal foi desempenado por Anatoly Solonitsyn.
Stalker foi sua última realização na união Soviética. O filme é baseado no romance Roadside Picnic (Piquenique à beira da estrada) dos irmãos Arcadi e Boris Strugatski. Após a leitura do romance, Tarkóvski indicou a um amigo, o diretor Mikhail Kalatózov, tendo em mente que o poderia interessar. Mikhail falhou em conseguir os direitos para rodar o projeto. Tarkóvski considerava cada vez mais a possibilidade de fazer o filme, o que veio a se concretizar. O quinto filme de Tarkóvski enfrentou uma série de complicações. Uma versão das cenas foi gravada, mas quando a equipe analisou o material viu que tudo tinha sido perdido, todo o material era inútil. Mesmo antes desse problema, a relação de Tarkóvski e seu câmera Georgy Rerberg se deteriorou e, após o incidente com os negativos, o câmera foi demitido. O filme foi inteiramente gravado mais uma vez, concluído em 1979 e ganhou o Prêmio do Júri Ecumênico no Festival de Cannes.

## Realizações na Itália e Suécia
Durante o verão de 1979, Tarkóvski viajou para a Itália, onde filmou o documentário Voyage in Time, juntamente com seu amigo de longa data, Tonino Guerra. Tarkóvski voltou à Itália em 1980 para uma viagem prolongada durante a qual ele e Guerra completaram o roteiro para o filme Nostalgia. O longa foi o primeiro realizado fora da União Soviética. O diretor deveria contar com o apoio da MOSFILM, mas a MOSFILM retirou seu apoio e Tarkóvski precisou contar com a ajuda da televisão italiana do estado e da companhia francesa Gaumont. Tarkóvski completou o filme em 1983. Nostalgia foi apresentado no Festival de Cinema de Cannes e ganhou o Prêmio FIPRESCI e o Prêmio do Júri Ecumênico. Tarkóvski também compartilhou um prêmio especial chamado Grande Prêmio do cinema de criação com Robert Bresson.
Tarkóvski considerou o Sacrifício diferente de seus filmes anteriores porque comentava que, enquanto os anteriores haviam sido: "impressionistas em estrutura", mas neste caso, "tinha como objetivo [...] desenvolver seus episódios à luz da minha própria experiência. E das regras da estrutura dramática" mas também "construir o quadro num conjunto poético no qual todos os episódios estavam harmoniosamente ligados", e que "por isso [o filme] assumiu a forma de uma parábola poética".
A casa de Alexander, especialmente construída para a produção, devia ser queimada para a cena culminante, em que Alexander queima sua casa e suas posses. A tomada foi muito difícil de ser realizada, e fracassaram na primeira tentativa. Apesar do protesto de Sven Nykvist, apenas uma câmera foi usada para esta cena, e enquanto gravavam a casa em chamas, a câmera ficou presa e as filmagens foram arruinadas. O sacrifício foi o último filme realizado pelo diretor.
No documentário Um dia na vida de Andrei Arsenevich nos deparamos com um fato interessante sobre o número de filmes realizados por Tarkóvski, durante uma sessão de espiritismo ele teria se comunicado com Boris Pasternak que lhe disse que ele só iria realizar sete filmes. Andrei perguntou: “Somente sete?’’, e Boris respondeu: “Mas serão ótimos’’.
A primeira cena de A infância de Ivan mostra uma criança aos pés de uma árvore e a última cena de o Sacrifício mostra uma criança também aos pés de uma árvore. Respectivamente elas são a primeira e a última cena do primeiro e do último filme do diretor.

## Filmografia
| Ano  | Título original              | Título no Brasil                 | Título em Portugal | Observações             |
| 1956 | Ubiytsy                      | Os Assassinos                    |                    |                         |
| 1959 | Segodnya uvolneniya ne budet | Hoje não haverá saída livre      |                    | curta-metragem          |
| 1960 | Katok i skripka              | O Rolo Compressor e o Violinista |                    |                         |
| 1962 | Ivanovo Detstvo              | A Infância de Ivan               | A Infância de Ivan |                         |
| 1966 | Andrei Rublyov               | Andrei Rublev                    | Andrey Rublev      |                         |
| 1972 | Solyaris                     | Solaris                          | Solaris            |                         |
| 1974 | Zerkalo                      | O Espelho                        | O Espelho          |                         |
| 1979 | Stalker                      | Stalker                          | Stalker            |                         |
| 1983 | Nostalghia                   | Nostalgia                        | Nostalgia          |                         |
| 1983 | Tempo di viaggio             | Tempo de Viagem                  |                    | Documentário para a RAI |
| 1986 | Offret                       | O Sacrifício                     | O Sacrifício       |                         |

## Estilo cinematográfico
Tarkóvski desenvolveu a teoria de cinema chamada “esculpir no tempo”. Com isto ele pretende que a verdadeira caraterística do cinema é transmitir a nossa experiência de tempo e alterá-lo. A película não editada transcreve o tempo em tempo real. Com uso dos planos longos e poucos cortes nos filmes, ele pretende para dar aos espectadores a sensação de passar do tempo, do perder o tempo, e a relação entre um momento em tempo com o outro.

## Filmes Preferidos
- Diário de um Pároco de Aldeia, 1951, de Robert Bresson
- Luz de Inverno, 1963, de Ingmar Bergman
- Nazarin, 1959, de Luis Buñuel
- Morangos Silvestres, 1957, de Ingmar Bergman
- Luzes da Cidade, 1931, de Charlie Chaplin
- Ugetsu, 1953, de Kenji Mizoguchi
- Os Sete Samurais, 1954, de Akira Kurosawa
- Persona, 1966, de Ingmar Bergman
- Mouchette, 1967, de Robert Bresson
- A Mulher da Areia, 1964, de Hiroshi Teshigahara

## Prêmios
Inúmeros prêmios foram concedidos à Tarkóvski ao longo de sua carreira. No Festival de Cinema de Veneza, foi premiado com o Leão de Ouro pelo filme "A Infância de Ivan". No Festival de Cannes, ganhou o prêmio FIPRESCI quatro vezes, o Prêmio do Júri Ecumênico três vezes (mais do que qualquer outro diretor), e o Grand Prix Spécial du Jury duas vezes. Também foi nomeado para a Palma de Ouro duas vezes. Em 1987, a Academia Britânica de Cinema e Televisão concedeu o prêmio BAFTA de Melhor Filme Estrangeiro para O Sacrifício.
Sob a influência da Glasnost e Perestroika, Tarkovsky foi finalmente reconhecida na União Soviética no Outono de 1986, pouco antes de sua morte, por uma retrospectiva de seus filmes em Moscou. Após sua morte, uma edição inteira da revista de cinema Kino Iskusstvo lhe foi dedicada. Em seus obituários, o comitê filme do Conselho de Ministros da URSS e da União dos Diretores Soviéticos expressaram sua tristeza por Tarkóvski ter passado os últimos anos de sua vida no exílio.
Postumamente, foi agraciado com o Prêmio Lenin em 1990, uma das mais altas honras de Estado na União Soviética. Em 1989, o Prêmio Memorial Andrei Tarkóvski foi estabelecido, com o seu primeiro destinatário ser o animador russo Yuriy Norshteyn. Desde 1993, o Festival Internacional de Cinema de Moscou estabeleceu o prêmio Andrei Tarkóvski. Em 1996, o Museu de Andrei Tarkovsky, foi inaugurado em Yuryevets, sua cidade em que cresceu. Um planeta menor descoberto pela astrônoma Soviética Lyudmila Georgievna Karachkina em 1982, fora nomeada em sua homenagem como Tarkovskij. Tarkóvski tem sido assunto de vários documentários. O mais notável deles é o documentário de 1988 Moscow Elegy, pelo diretor de cinema russo Alexander Sokurov. O próprio trabalho de Sokurov tem sido fortemente influenciado por Tarkóvski. O filme consiste principalmente de narração sobre clipes de filmes de Tarkóvski. O diretor de cinema Chris Marker produziu o documentário de televisão Um Dia na Vida de Andrei Arsenevich como uma homenagem a Andrei Tarkovsky, em 2000.
Ingmar Bergman disse: "Tarkóvski para mim é o maior [de todos nós], aquele que inventou uma nova linguagem, fiel à natureza do cinema, uma vez que capta a vida como um reflexo, a vida como um sonho" O historiador de cinema Steven Dillon afirma que muito do cinema subsequente foi profundamente influenciado pelos filmes de Tarkóvski.
Na entrada para o Instituto de Cinematografia Gerasimov em Moscou, na Rússia há um monumento que inclui estátuas de Tarkóvski, Gennady Shpalikov e Vasily Shukshin.